# Crossomitrium acuminatum
Crossomitrium acuminatum är en bladmossart som beskrevs av Edwin Bunting Bartram 1953. Crossomitrium acuminatum ingår i släktet Crossomitrium och familjen Daltoniaceae. Inga underarter finns listade i Catalogue of Life.